# Бочкарёв, Валентин Николаевич
Валентин Николаевич Бочкарёв (17 февраля 1880 г., Москва — 17 января 1967 г., Москва) — советский историк, создатель и первый заведующий кафедрой истории СССР Коломенского педагогического института, профессор, доктор исторических наук, заслуженный деятель науки РСФСР, отличник народного просвещения.

## Биография
Родился в Москве в семье инженера-железнодорожника. Ещё в детском возрасте практически ослеп, тем не менее сумел окончить Ярославскую гимназию и историко-филологический факультет Московского университета (1906). Был оставлен при кафедре русской истории для подготовки к научной деятельности под руководством его научного руководителя, В. О. Ключевского. С 1907 г. работал на Московских высших женских педагогических курсах им. Д. И. Тихомирова, затем на Московских высших женских курсах. В годы столыпинской реакции преподаватель Пречистенских рабочих курсов В. Н. Бочкарёв был уволен с формулировкой «за противоправительственное направление в преподавании истории». В 1915 г. защитил диссертацию и получил звание приват-доцента историко-филологического факультета МГУ, в 1917 г. — профессора.
Научную деятельность активно совмещал с преподавательской, после революции с 1918 г. преподавал в Ярославском государственном педагогическом институте, Нижегородском государственном университете, во многих вузах Москвы и Московской области, главным обратом педагогических, но также технических и военных: на рабфаке им. Артёма Московской горной академии, в МГПИ имени В. И. Ленина, МГПИ имени В. П. Потемкина, МОПИ имени Н. К. Крупской, Военной академии имени М. В. Фрунзе и других.
С 1920 г. — профессор факультета общественных наук Первого МГУ (по 1923 г.) и Второго МГУ (с 1921 г.).
С 21 февраля 1920 г. начал работать в Ярославском университете, читал курсы экономической истории России XVIII—XIX вв. и развития капитализма в России. Одновременно преподавал в Ярославском отделении Московского археологического института. С 1924 по 1930 гг. работал в Ярославском педагогическом институте, где был редактором сборников трудов ЯПИ. В 1928 г. возглавил Ярославский филиал НИИ Верхнего Поволжья и Русского севера. Участвовал в работе Ассоциации по изучению производительных сил Ярославской губернии.
23 декабря 1930 г. был арестован, обвинялся по пп. 10 и 11 статьи 58 УК РСФСР. Осуждён 20 апреля 1931 года, приговорён к трём годам ссылки.
После освобождения преподавал в Московском государственном педагогическом институте, был научным руководителем В. Б. Кобрина. В годы Великой Отечественной войны, уже немолодым человеком, 677 раз выступал с лекциями в строевых частях Советской Армии и в военных госпиталях, неоднократно выезжал с лекциями на фронт.
В последний период жизни преподавал в Коломенском педагогическом институте, где организовал кафедру истории, которой руководил до 1962 года.
Умер в Москве. Похоронен на Новодевичьем кладбище.
Посмертно реабилитирован 25 июля 1989 г..

## Научная, педагогическая и писательская деятельность
Преподавательская деятельность В. Н. Бочкарёва была невероятно интенсивной, он преподавал во множестве вузов. Под его руководством были подготовлены десятки докторов, сотни кандидатов исторических наук и тысячи преподавателей.
Докторскую диссертацию на тему «Феодальная война в удельно-княжеской Руси при Василии Тёмном» защитил на учёном совете исторического факультета МГУ в 1944 г., эта работа сохранила научное значение вплоть до нашего времени. Тематика научно-исследовательских работ В. Н. Бочкарева чрезвычайно разнообразна: они относятся к эпохе от древнейших времён до начала XX века: крестьянский вопрос и общественное движение в России XVIII — первой половины XIX в., экономическое развитие России XVIII в., история Русского государства в XV—XVII вв. и др.
Много работал в области научно-популярной исторической литературы. Ещё до революции подготовил ряд научно-популярных публикаций: «История России XIX столетия» (М., 1912); «Московское государство XV—XVIII вв. по сказаниям современников-иностранцев» (СПб. 1914) и др. В 1920-е гг. опубликовал ряд научно-популярных работ лекционных курсов по истории революционных движений в XVII — начале XX в., по политической истории Российского государства XVIII в., по истории отдельных регионов (Ярославского края) и др.

### Сочинения
- История России XIX столетия: Стеногр. лекции В. Н. Бочкарева, чит. на Моск. пед. курсах в 1911/12 гг. — М.: Типо-лит. В. Рихтер, 1912. — 436 с.
- Очерк истории революционного движения в России. (XVII—XX вв.) — М.: Русский книжник, 1918. — 191 c.
- Вопросы политики в русском парламенте XVIII века: Опыт изучения политической идеологии XVIII века. — Тверь: Октябрь, 1923. — 67 с.

## Семья
Большую помощь в его работе оказывала сестра, «ставшая его глазами» — Зинаида Николаевна Бочкарёва (1884—1963), сотрудница Государственного Румянцевского музея, позднее Института истории АН СССР.

## Признание
За заслуги перед Родиной был награждён орденом «Знак Почёта», медалями, нагрудным знаком «Отличник народного просвещения». Ему было присвоено звание заслуженного деятеля науки РСФСР.